# Krasnogorsk 3
La Krasnogorsk-3 (spesso detta K3 per semplicità) è una cinepresa reflex 16 mm con carica a molla prodotta in Unione Sovietica dalla KMZ (Krasnogorskiy zavod im. S. A. Zvereva) fino al 1990. il nome "Krasnogorsk" è mutuato dalla città dell'Oblast' di Mosca dove erano situati gli impianti di produzione.
La K3 utilizza bobine 16 mm standard da 30 m (singola o doppia perforazione). Non è prevista la possibilità di usare magazzini esterni. il motore a molla garantisce un'autonomia di ripresa di 28 secondi circa.

## Caratteristiche generali
- Obiettivo Zenit 17-69mm f1.9 zoom (l'attacco lenti è del tipo M42 e consente l'uso di molte ottiche fotografiche 35 mm). Sul mercato inoltre, esistono molte k3 recenti con attacco a baionetta proprietario, che invece limita l'uso alle sole lenti specifiche
- Esposimetro interno alimentato da batteria PX640 (non più in produzione ma sostituibile con pila alcalina)
- Selettore variabile di velocità f/s da 8 a 48 (ghiera senza scatti)
- Single-frame
- Selettore sensibilità pellicola
- Contametri

La dotazione base Krasnogorsk-3 è particolarmente ricca e comprende: 
- 1x impugnatura a pistola
- 1x spallaccio
- 6x filtri assortiti
- 1x paraluce
- 3x bobine 16 mm
- 1x borsa in pelle nera
- 1x scatto flessibile
- 1x bacchetta dello zoom
- 2x anelli in gomma per l'oculare
- 1x cinghia
- (1x Krasnogorsk3)
- (1x Obiettivo Zenit  17-69mm f1.9)

Grazie alla sua costruzione semplice e alla sua solidità (oltre a un'ottima dotazione ottica) si è guadagnata il primato di macchina da presa più diffusa dell'ex blocco sovietico sia nelle scuole di cinema che tra i cineasti esordienti; oggi è diffusa  in tutto il mondo.